# Mare Cimmerium
Mare Cimmerium característica de albedo en la superficie de Marte, localizada con el sistema de coordenadas planetocéntricas a -19.78° latitud N y 140° longitud E. El nombre fue aprobado por la Unión Astronómica Internacional en 1958 y hace referencia a la mar de los cimerios, antigua población indoeuropea presente en los mitos griegos.